# José Antonio Osorio Lizarazo
José Antonio Osorio Lizarazo (Bogotá, 30 de diciembre de 1900 - 12 de octubre de 1964) fue un novelista, cuentista, crítico literario, ensayista, político y periodista colombiano. Su obra gira en torno al tema de la miseria humana y diversas problemáticas sociales del momento, principalmente el conflictivo proceso de modernización, técnico y económico, que vivía el país. Estéticamente, su obra demuestra influencias del realismo y el naturalismo. Fue uno de los primeros escritores latinoamericanos en incursionar en el género de la novela urbana y exploró ampliamente Bogotá como espacio literario. Fue director de los periódicos La Prensa y El Heraldo de Barranquilla. Vivió en varios países de América, y fue un estrecho colaborador del gobierno de Juan Domingo Perón en la Argentina y de la dictadura de Rafael Leónidas Trujillo en la República Dominicana.

## Biografía
Osorio Lizarazo nació en un familia pobre y estudió en el Colegio de San Bartolomé, donde se graduó en 1916. Si bien nació y creció durante la Hegemonía conservadora, el inicio de su vida profesional coincide con la transición a la República Liberal. Colaboró con un gran números periódicos de la capital, firmando a veces con el seudónimo de "El Solitario". En 1926 publicó La cara de la miseria, un volumen de crónicas que documentaban la injusticia social de la sociedad del momento. En 1929 se radicó en Barranquilla donde trabajó como jefe de La Prensa y ayudó a organizar El Heraldo, que dirigió desde sus inicios.
Regresa a Bogotá en 1934. Ejerció cargos públicos como secretario de los ministerios de Guerra y de Educación, y fue director de publicaciones de la Contraloría General de la Nación. Dirigió el Diario Nacional y trabajó en colaboración con intelectuales liberales encargados de políticas culturales y del libro. En esta década publicó así mismo sus primeras novelas, La casa de la vecindad y la obra de ciencia ficción Barranquilla 2132. Publicó el cuento El despojo en 1946 en el suplemento literario dominical de El Tiempo en 1946.
En 1946, comenzó un largo viaje por toda Latinoamérica, que lo condujo a vivir en la Argentina hasta 1955. Allí colaboró con el gobierno de Juan Domingo Perón, y publicó su novela El hombre bajo la tierra. También vivió en Chile y en la República Dominicana, donde fue muy cercano al dictador Rafael Leónidas Trujillo, cuya biografía tituló Así es Trujillo. Fue amigo y seguidor del líder liberal colombiano Jorge Eliécer Gaitán, sobre quien publicó en 1952 la biografía Gaitán, vida, muerte y permanente presencia. En 1953 publicó El día del odio, que relata los hechos acaecidos durante el Bogotazo. En sus últimos años escribió El camino de la sombra, novela con la que obtuvo en 1963 el primer premio del concurso Esso.
Osorio murió el 12 de octubre de 1964 víctima de amebiasis, siendo sepultado en el Cementerio Central de Bogotá.

## Obras
Novela
- La casa de vecindad, 1930
- Barranquilla 2132, 1932
- Hombres sin presente, 1933
- El criminal, 1935
- La cosecha, 1935
- Hombres sin presente: novela de empleados públicos, 1938
- Garabato, 1939
- El hombre bajo la tierra, 1944
- Pantano, 1952
- El día del odio, 1952
- El camino en la sombra, 1965

Cuento
- El despojo, 1946

Otros
- La cara de la miseria, 1926. Crónicas.
- Ideas de izquierda: liberalismo, partido revolucionario, 1936. Columnas de opinión.
- Biografía del café, 1945
- La isla iluminada, 1946
- El fundador civil de la república: Santander, 1940.
- Fuera de la ley: historia de bandidos, c. 1950 (Contiene las novelas cortas José del Carmen Tejeiro y Antonio Jesús Ariza
- Gaitán: vida, muerte y permanente presencia, 1952
- El árbol turbulento, 1954
- Colombia, donde los Andes se disuelven, 1955
- Así es Trujillo, 1958
- El bacilo de Marx, 1959
- Engranaje melancólico: notas sobre una burocracia colombiana, 1980

Recopilaciones, selecciones, antologías
- Novelas y crónicas, 1979

## Premios
- Premio Esso en 1963 con su obra El camino de la sombra publicada en 1965.